# Internazionali di Tennis di Baviera 1991
Gli Internazionali di Tennis di Baviera 1991 sono stati un torneo di tennis giocato sulla terra rossa. È stata la 76ª edizione del BMW Open, facente parte della categoria ATP World Series nell'ambito dell'ATP Tour 1991. Si è giocato a Monaco di Baviera in Germania, dal 29 aprile al 6 maggio 1991.

## Campioni

### Singolare
Magnus Gustafsson ha battuto in finale  Guillermo Pérez Roldán con il punteggio di 3–6, 6–3, 4-3 (ritiro)

### Doppio
Patrick Galbraith /  Todd Witsken hanno battuto in finale  Anders Järryd /  Danie Visser con il punteggio di 6–1, 6–3